# 조니 대럴
조니 대럴(Johnny Darrell, 본명(本名)은 에디 레이 화이트(Eddie Ray White), 1940년 7월 23일 ~ 1997년 10월 7일)은 미국의 컨트리 음악 싱어송라이터 겸 기타리스트다.

## 생애
1963년 기타 연주자 첫 데뷔하였고 1965년 솔로 가수 데뷔하였다.

## 유명세
그는 보통적으로 대한민국 국내에서는 미국 컨트리 음악 가수 포터 워거너(Porter Wagoner)의 원곡을 리메이크한 《Green green grass of home》이라는 노래가 히트한 가수로도 널리 잘 알려져 있다.